# تحمل الألم
تحمُّل الألم هو الحد الأقصى من الألم الذي يستطيع الشخص تحمله. يختلف مصطلح تحمل الألم عن عتبة الألم (والتي تُعبر عن النقطة التي يبدأ عندها الشعور بالألم). هناك عاملان رئيسان في درجة تحمل الألم، الأول هو المكون البيولوجي للألم (الصداع أو وخز الجلد مثلاً) الذي ينشط مستقبلات الألم، ثانيًا إدراك الدماغ للألم أي مقدار التركيز الذي يحتاجه الدماغ للانتباه إلى الألم أو تجاهله. إن إدراك الدماغ للألم هو استجابة لإشارات من مستقبلات الألم التي شعرت بالألم أولاً.

## عوامل

### الجنس
أظهرت دراسة أجرتها مجلة الطب النفسي الجسدي أنَّ: الرجال لديهم مستويات أعلى من الألم ودرجة تحمل الألم مقارنة بالنساء، عندما يتعرضون للألم الناتجة عن البرودة. طُلب من المشاركين بالدراسة غمر أيديهم بالماء المثلج، وأبلغ أعضاء المجموعة التجريبية (على عكس مجموعة الشاهد) أنهم سيأخذون مقابلاً ماديًا كتعويض لهم عن إبقاء أيديهم مغمورة بالماء المثلج لأطول مدة. تتضمن التفسيرات التي اقترحت للنتائج أنَّ الرجال أكثر حماسًا لتحمل الألم بسبب الدور الذكوري للجنس، في حين أن دور الجنس الأنثوي يشجع على التعبير عن الألم ويؤدي لتحمل أقل للألم لديهن.

### العمر
تزداد عتبة تحمل الألم مع التقدم بالعمر، ويعتبر تحمل الألم أمرًا مهمًا بشكل خاص عند كبار السن لأنه إذا تأخر كشف ألمهم والأمراض المسببة له قد يتعرضون لمخاطر تتعلق بتأخر العلاج ونتائج علاجية أسوأ.

### العِرق
أظهر الأشخاص ذوو البشرة السوداء تحملًا أكبر للألم مقارنة بالأشخاص البيض في عدة تجارب سريرية، لكن دراسات أخرى أظهرت أن الأشخاص البيض لديهم قدرة أعلى على تحمل الألم عند مقارنتهم بالأمريكيين الأفارقة والأقليات من أصل إسباني، ويبدو من غير الواضح فيما إذا كان تحمل الألم يختلف باختلاف العرق.

### عوامل نفسية
يبدي المرضى الذين يعانون من اضطرابات مزمنة في المزاج حساسية متزايدة للألم، وهذا ليس مفاجئًا لأن العديد من المسارات العصبية في الدماغ التي ترتبط بالاكتئاب تشارك أيضًا في حس الألم. تضعف هذه الاضطرابات الجانب المعرفي للألم وبالتالي تقلل من تحمله. تكون هذه التأثيرات أسوأ في حالة الاضطرابات أحادية القطب مقارنة بالاضطرابات ثنائية القطب، على الرغم من أن تحمل الألم أقل بكثير في الحالتين مقارنة بالأشخاص الذين لا يعانون من اضطرابات المزاج. لوحظ أيضًا أن أدنى قدر من تحمل الألم عند المرضى الذين يعانون حاليًا من نوبة اكتئاب شديدة. يمكن أن يؤدي انخفاض تحمل الألم المرتبط بأعراض الاكتئاب إلى زيادة الأفكار الانتحارية أيضًا.

### اليد المسيطرة
تتمثل إحدى طرق قياس الألم في جعل المشاركين بالدراسة يضعون أيديهم في ماء بارد مثلج، ويمكن بعد ذلك قياس مدى تحملهم للألم بناء على المدة التي يمكنهم خلالها إبقاء أيديهم مغمورة في الماء، استخدمت إحدى الدراسات هذه التقنية لمقارنة تحمل الألم في الأيدي المسيطرة وغير المسيطرة، وكانت النتائج أن الأيدي المسيطرة أظهرت تحملًا أعلى للألم مقارنة بالأيدي غير المسيطرة، إذ يمكن لأصحاب اليد اليمنى أن يتحملوا الألم في يدهم اليمنى لفترة أطول من يدهم اليسرى بينما كان العكس صحيحًا بالنسبة لمن يستخدمون اليد اليسرى.

## التكيف
يعتقد كثير من الباحثين أن التعرض المنتظم للمنبهات المؤلمة سيزيد من عتبة تحمل الألم، ويزيد من قدرة الفرد على التعامل مع الألم من خلال عملية التكيف، ومع ذلك هناك أدلة تدعم النظرية التي تقترح أن التعرض المستمر للألم سيؤدي إلى تعرضات مستقبلية أكثر إيلامًا، لأن التعرض المتكرر يحرض مشابك الألم، ما يزيد من استجابتها للمنبهات اللاحقة، من خلال عملية تشبه عملية التعلم.